# 富士市立大淵第一小学校
富士市立大淵第一小学校（ふじしりつおおぶちだいいちしょうがっこう）は、静岡県富士市にある公立小学校。
校地面積18,041m2（うち校舎面積6,712m2、屋体面積947m2）。

## 目標
学校教育目標
- 学び合い 自らを高める 大淵の子

重点目標
- 自分から やってみよう！

## 沿革
- 1874年 （明治7年）6月 - 大淵村曾比奈に、大淵舎設置
- 1878年 （明治11年）1月 - 中野村と大淵村が合併、大淵舎を使用する。小学大淵舎と改称
- 1882年 （明治15年）4月 - 第16学区 村立大淵舎と改称
- 1884年 （明治17年）7月 - 伝法小学校  岳陽大渕分校となる
- 1886年 （明治19年）2月 - 第16学区 大淵村立大淵尋常小学校と改称
- 1887年 （明治20年）9月 - 公立大淵尋常小学校と改称
- 1889年 （明治22年）2月 - 現在地（現：静岡県富士市大渕3012）に移転
- 1904年 （明治37年）4月 - 大淵尋常小学校　開墾地分教場（現:大淵第二小学校）開校
- 1918年 （大正7年）3月 - 高等科を設置 村立大淵尋常高等小学校と改める
- 1941年 （昭和16年）
  - 4月 - 村立大淵国民学校に改称
  - 4月 - 平屋建２教室増築
- 1947年 （昭和22年）4月 - 村立大淵小学校に改称
- 1952年 （昭和27年）
  - 12月 - 吉原市立大淵第一小学校と改名
  - 12月 -  大淵第二小学校独立
- 1960年 （昭和35年）5月 - 給食室新築　学校給食開始
- 1966年 （昭和41年）11月 - 富士市立大淵第一小学校に改名
- 1974年 （昭和49年）11月 - 創立100年祭 挙行
- 1999年 （平成11年）
  - 8月 - パソコン室新規工事 給食室改修工事
  - 9月 - 放課後児童クラブ室 開所式
- 2011年 （平成23年）4月 - 特別支援学級（情緒）新設
- 2022年 （令和4年）3月 - 大淵第二小学校の編入統合決定
- 2023年 （令和5年）4月 - 大淵第二小学校と編入統合

## 進学先中学校
- 富士市立大淵中学校[3]

## 児童数
| 性別                        | 1年生 | 2年生 | 3年生 | 4年生 | 5年生 | 6年生 | ひまわり教室 | 合計 |
| --------------------------- | ----- | ----- | ----- | ----- | ----- | ----- | ------------ | ---- |
| 男                          | 44    | 38    | 38    | 49    | 47    | 40    | 16           | 272  |
| 女                          | 36    | 43    | 51    | 48    | 49    | 41    | 6            | 274  |
| 総計                        |       |       |       |       |       |       |              |      |
| 男女                        | 80    | 81    | 89    | 97    | 96    | 81    | 22           | 546  |
| ※ひまわり教室は特別支援学級 |       |       |       |       |       |       |              |      |